# 第十三届全国人民代表大会常务委员会组成人员名单
第十三届全国人民代表大会常务委员会的组成人员应有175名，其中包括1名委员长、14名副委员长、1名秘书长以及159名委员。截至该届人大会期结束时，有8名委员卸任或撤销资格，剩余167名。

## 党派分布
（截至2023年2月23日）
| 党派 | 党派                 | 常委会委员数 | 委员长会议成员数 |
| ---- | -------------------- | ------------ | ---------------- |
|      | 中国共产党 (执政党)  | 105          | 10               |
|      | 中国民主同盟         | 8            | 1                |
|      | 中国民主促进会       | 6            | 1                |
|      | 中国农工民主党       | 6            | 1                |
|      | 中国国民党革命委员会 | 5            | 1                |
|      | 九三学社             | 3            | 1                |
|      | 中国致公党           | 3            | 0                |
|      | 台湾民主自治同盟     | 3            | 0                |
|      | 中国民主建国会       | 2            | 1                |
|      | 无党派               | 10           | 0                |
| 缺额 | 缺额                 | 8            | 0                |
| 总数 | 总数                 | 159          | 16               |

## 常委会组成人员

### 委员长
| 姓名   | 党派 | 党派 | 生日          | 代表团 | 职业 | 其它职务           | 当选          | 来源  |
| ------ | ---- | ---- | ------------- | ------ | ---- | ------------------ | ------------- | ----- |
| 栗战书 |      | 中共 | 1950年8月30日 | 江西   |      | 中共中央政治局常委 | 2018年3月17日 | [ 1 ] |

### 副委员长
| 姓名                         | 党派 | 党派     | 生日               | 代表团 | 职业                   | 其它职务                                                         | 当选          | 来源   |
| ---------------------------- | ---- | -------- | ------------------ | ------ | ---------------------- | ---------------------------------------------------------------- | ------------- | ------ |
| 王 晨                        |      | 中共     | 1950年12月（74歲） | 浙江   | 编辑                   | 中共中央政治局委员                                               | 2018年3月17日 | [ 2 ]  |
| 曹建明                       |      | 中共     | 1955年9月24日      | 四川   | 法学家                 | 中共中央委员                                                     | 2018年3月17日 | [ 3 ]  |
| 张春贤                       |      | 中共     | 1953年5月12日      | 湖北   | 工程师                 | 中共中央委员                                                     | 2018年3月17日 | [ 4 ]  |
| 沈跃跃 （女）                |      | 中共     | 1957年1月27日      | 福建   |                        | 中共中央委员 中华全国妇女联合会主席                              | 2013年3月14日 | [ 5 ]  |
| 吉炳轩                       |      | 中共     | 1951年11月17日     | 江苏   |                        | 中共中央委员                                                     | 2013年3月14日 | [ 6 ]  |
| 艾力更·依明巴海 （维吾尔族） |      | 中共     | 1953年9月（71歲）  | 新疆   |                        | 中共中央委员                                                     | 2013年3月14日 | [ 7 ]  |
| 万鄂湘                       |      | 民革     | 1956年5月（69歲）  | 河南   | 法学家                 | 民革中央主席                                                     | 2013年3月14日 | [ 8 ]  |
| 陈 竺                        |      | 农工党   | 1953年8月17日      | 宁夏   | 血液学家、分子生物学家 | 农工党中央主席 中国科学院院士                                    | 2013年3月14日 | [ 9 ]  |
| 王东明                       |      | 中共     | 1956年7月（69歲）  | 四川   |                        | 中共中央委员 中华全国总工会主席                                  | 2018年3月17日 | [ 10 ] |
| 白玛赤林 （藏族）            |      | 中共     | 1951年10月（73歲） | 西藏   |                        |                                                                  | 2018年3月17日 | [ 11 ] |
| 丁仲礼                       |      | 民盟     | 1957年1月14日      | 上海   | 地质学家               | 民盟中央主席 中国科学院院士 中国科学院地质与地球物理研究所研究员 | 2018年3月17日 | [ 12 ] |
| 郝明金                       |      | 民建     | 1956年12月（68歲） | 湖北   | 法学家                 | 民建中央主席 中华职业教育社理事长 中央社会主义学院院长           | 2018年3月17日 | [ 13 ] |
| 蔡达峰                       |      | 民进     | 1960年6月（65歲）  | 江苏   | 建筑学家               | 民进中央主席 华侨大学董事会董事长                                | 2018年3月17日 | [ 14 ] |
| 武维华                       |      | 九三学社 | 1956年9月（68歲）  | 河南   | 植物生理与分子生物学家 | 九三学社中央主席                                                 | 2018年3月17日 | [ 15 ] |

### 秘书长
| 姓名   | 党派 | 党派 | 生日              | 代表团 | 职业 | 其它职务     | 当选          | 来源   |
| ------ | ---- | ---- | ----------------- | ------ | ---- | ------------ | ------------- | ------ |
| 杨振武 |      | 中共 | 1955年5月（70歲） | 山西   | 记者 | 中共中央委员 | 2018年3月17日 | [ 16 ] |

### 委员
| 姓名                                    | 党派 | 党派     | 生日                 | 代表团            | 职业                | 人大兼职                                                                                                  | 其它职务 | 当选          | 来源    |
| --------------------------------------- | ---- | -------- | -------------------- | ----------------- | ------------------- | --- | --- | ------------- | ------- |
| 乃依木·亚森 （维吾尔族）                |      | 中共     | 1952年11月（72歲）   | 新疆              |                     | 民族委员会副主任委员                                                                                      | | 2018年3月18日 | [ 17 ]  |
| 卫小春                                  |      | 民进     | 1959年12月（65歲）   | 山西              | 医学家              | | 民进中央副主席、山西省委主委 山西省人大常委会副主任                                                                     | 2018年3月18日 | [ 18 ]  |
| 马志武 （回族）                         |      | 民革     | 1957年4月（68歲）    | 江西              | 建筑学家            | | 江西省人大常委会副主任 民革中央常委、江西省委主委                                                                       | 2018年3月18日 | [ 19 ]  |
| 王长河 （武警中将）                     |      | 中共     | 1954年12月（70歲）   | 解放军和 武警部队 | 军人                | 监察和司法委员会委员                                                                                      | 武警部队纪委书记 | 2018年3月18日 | [ 20 ]  |
| 王光亚                                  |      | 中共     | 1950年3月（75歲）    | 广东              | 外交官              | 华侨委员会主任委员                                                                                        | | 2018年3月18日 | [ 21 ]  |
| 王 刚                                   |      | 民进     | 1958年11月（66歲）   | 河北              | 生物学家            | 农业与农村委员会副主任委员                                                                                | 民进中央副主席、河北省委主委                                                                                            | 2013年3月14日 | [ 22 ]  |
| 王树国                                  |      | 中共     | 1958年10月1日        | 陕西              | 工程学家            | 华侨委员会委员                                                                                            | 西安交通大学校长 | 2018年3月18日 | [ 23 ]  |
| 王砚蒙 （女，傣族）                     |      | 中共     | 1979年10月（45歲）   | 云南              | 教师                | 民族委员会委员                                                                                            | 昆明医科大学人文与管理学院副教授                                                                                        | 2018年3月18日 | [ 24 ]  |
| 王胜明                                  |      | 中共     | 1956年11月（68歲）   | 天津              |                     | 监察和司法委员会副主任委员                                                                                | | 2013年3月14日 | [ 25 ]  |
| 王洪尧 （上将）                         |      | 中共     | 1951年11月（73歲）   | 解放军和 武警部队 | 军人                | 环境与资源保护委员会副主任委员                                                                            | | 2018年3月18日 | [ 26 ]  |
| 王宪魁                                  |      | 中共     | 1952年7月22日        | 黑龙江            |                     | 农业与农村委员会副主任委员                                                                                | | 2018年3月18日 | [ 27 ]  |
| 王教成 （上将）                         |      | 中共     | 1952年12月（72歲）   | 解放军和 武警部队 | 军人                | 监察和司法委员会副主任委员                                                                                | | 2018年3月18日 | [ 28 ]  |
| 王超英                                  |      | 中共     | 1958年7月（67歲）    | 北京              |                     | 农业与农村委员会委员                                                                                      | | 2018年3月18日 | [ 29 ]  |
| 王 毅                                   |      | 民进     | 1962年10月（62歲）   | 福建              | 生态经济学家        | 环境与资源保护委员会委员                                                                                  | 中国科学院科技战略咨询研究院副院长 民进中央常委                                                                         | 2013年3月14日 | [ 30 ]  |
| 乌日图 （蒙古族）                       |      | 中共     | 1955年7月（70歲）    | 内蒙古            |                     | 财政经济委员会副主任委员                                                                                  | | 2013年3月14日 | [ 31 ]  |
| 尹中卿                                  |      | 中共     | 1959年2月（66歲）    | 江苏              |                     | 财政经济委员会副主任委员                                                                                  | | 2013年3月14日 | [ 32 ]  |
| 邓力平                                  |      | 民革     | 1954年11月（70歲）   | 福建              |                     | | 民革中央副主席、福建省委主委 福建省人大常委会副主任                                                                     | 2013年3月14日 | [ 33 ]  |
| 邓 丽 （女）                            |      | 中共     | 1959年11月（65歲）   | 浙江              |                     | 常委会代表资格审查委员会委员                                                                              | 中华全国妇女联合会党组成员 中国妇女儿童博物馆馆长                                                                       | 2018年3月18日 | [ 34 ]  |
| 邓秀新                                  |      | 民盟     | 1961年11月11日       | 湖北              | 果树学家            | | 中国工程院副院长、院士 民盟中央副主席 中国科学技术协会副主席                                                            | 2008年3月15日 | [ 35 ]  |
| 邓 凯                                   |      | 中共     | 1959年12月（65歲）   | 天津              |                     | 社会建设委员会副主任委员 常委会代表资格审查委员会委员                                                     | | 2018年3月18日 | [ 36 ]  |
| 古小玉                                  |      | 中共     | 1960年10月（64歲）   | 山西              |                     | 常委会副秘书长                                                                                            | | 2018年3月18日 | [ 37 ]  |
| 左中一                                  |      | 中共     | 1958年7月（67歲）    | 湖北              |                     | 教育科学文化卫生委员会委员                                                                                | 中国文学艺术界联合会副主席                                                                                              | 2018年3月18日 | [ 38 ]  |
| 龙庄伟                                  |      | 民盟     | 1956年1月（69歲）    | 河北              |                     | 农业与农村委员会副主任委员 常委会代表资格审查委员会委员                                                   | 民盟中央副主席 中华职业教育社副理事长                                                                                   | 2013年3月14日 | [ 39 ]  |
| 田红旗 （女）                           |      | 民革     | 1959年12月（65歲）   | 湖南              | 轨道交通专家        | 教育科学文化卫生委员会委员                                                                                | 民革中央副主席 中南大学校长 中国工程院院士                                                                              | 2018年3月18日 | [ 40 ]  |
| 史大刚                                  |      | 中共     | 1958年11月（66歲）   | 新疆              |                     | 民族委员会副主任委员                                                                                      | 中央新疆工作协调小组办公室主任                                                                                          | 2018年3月18日 | [ 41 ]  |
| 白春礼 （满族）                         |      | 中共     | 1953年9月26日        | 辽宁              | 物理化学家          | 民族委员会主任委员                                                                                        | 中国科学院院长、党组书记 中国科学院院士 中国科学技术协会副主席                                                          | 2018年3月18日 | [ 42 ]  |
| 丛 斌                                   |      | 九三学社 | 1957年7月19日        | 山西              | 法医                | 宪法和法律委员会副主任委员                                                                                | 九三学社中央副主席 河北医科大学副校长、法医学院院长 河北医科大学教授、博士生导师 中国工程院院士                         | 2018年3月18日 | [ 43 ]  |
| 包信和                                  |      | 无党派   | 1959年8月（65—66歲） | 安徽              | 物理化学家          | | 中国科学技术大学校长 中国科学院大连化学物理研究所研究员 中国科学院院士                                                  | 2018年3月18日 | [ 44 ]  |
| 吉狄马加 （彝族）                       |      | 中共     | 1961年6月（64歲）    | 四川              | 作家                | 民族委员会委员                                                                                            | 中国作家协会副主席、书记处书记                                                                                          | 2018年3月18日 | [ 45 ]  |
| 吕世明                                  |      | 中共     | 1960年7月（65歲）    | 浙江              |                     | 社会建设委员会委员                                                                                        | 中国残疾人联合会副主席 中国消费者协会副会长 中国残奥委员会执行主席                                                      | 2018年3月18日 | [ 46 ]  |
| 吕 建                                   |      | 无党派   | 1960年3月31日        | 江苏              | 计算机科学家        | | 南京大学校长 | 2018年3月18日 | [ 47 ]  |
| 吕彩霞 （女）                           |      | 致公党   | 1957年6月（68歲）    | 海南              | 工程师              | 环境与资源保护委员会副主任委员                                                                            | 致公党中央专职副主席 | 2018年3月18日 | [ 48 ]  |
| 吕 薇 （女）                            |      | 中共     | 1956年8月（68—69歲） | 海南              | 经济学家            | 财政经济委员会委员                                                                                        | 国务院发展研究中心研究员                                                                                                | 2008年3月15日 | [ 49 ]  |
| 朱明春                                  |      | 中共     | 1964年2月（61歲）    | 安徽              |                     | 常委会预算工作委员会副主任                                                                                | | 2018年3月18日 | [ 50 ]  |
| 朱静芝 （女）                           |      | 农工党   | 1955年8月（69—70歲） | 陕西              | 农艺师              | | 农工党中央副主席、陕西省委主委 陕西省人大常委会副主任                                                                   | 2018年3月18日 | [ 51 ]  |
| 刘玉亭                                  |      | 中共     | 1956年11月（68歲）   | 重庆              |                     | 农业与农村委员会委员                                                                                      | | 2018年3月18日 | [ 52 ]  |
| 刘远坤 （苗族）                         |      | 中共     | 1957年10月（67歲）   | 贵州              |                     | 民族委员会委员                                                                                            | 贵州省人大常委会副主任                                                                                                  | 2018年3月18日 | [ 53 ]  |
| 刘季幸 （中将）                         |      | 中共     | 1955年2月（70歲）    | 解放军和 武警部队 | 军人                | 宪法和法律委员会副主任委员                                                                                | | 2018年3月18日 | [ 54 ]  |
| 刘修文                                  |      | 中共     | 1962年3月（63歲）    | 山东              |                     | 常委会预算工作委员会副主任                                                                                | | 2018年3月18日 | [ 55 ]  |
| 刘振伟                                  |      | 中共     | 1956年1月（69歲）    | 河南              |                     | 农业与农村委员会副主任委员                                                                                | | 2003年3月15日 | [ 56 ]  |
| 刘海星                                  |      | 中共     | 1963年4月（62歲）    | 新疆              | 外交官              | 监察和司法委员会副主任委员                                                                                | | 2018年3月18日 | [ 57 ]  |
| 刘 源 （上将）                          |      | 中共     | 1951年2月22日        | 解放军和 武警部队 | 军人                | 财政经济委员会副主任委员                                                                                  | | 2018年3月18日 | [ 58 ]  |
| 齐 玉                                   |      | 中共     | 1961年4月（64歲）    | 天津              |                     | 常委会代表资格审查委员会副主任委员 监察和司法委员会委员                                                   | 外交部党委书记 | 2018年3月18日 | [ 59 ]  |
| 江小涓 （女）                           |      | 中共     | 1957年6月（68歲）    | 重庆              | 经济学家            | 社会建设委员会副主任委员                                                                                  | 清华大学公共管理学院院长、教授                                                                                          | 2018年3月18日 | [ 59 ]  |
| 许为钢                                  |      | 无党派   | 1958年10月（66歲）   | 河南              | 小麦育种专家        | 农业与农村委员会委员                                                                                      | 河南省农业科学院小麦研究所所长                                                                                          | 2013年3月14日 | [ 60 ]  |
| 许安标                                  |      | 中共     | 1962年11月（62歲）   | 辽宁              | 法学家              | 宪法和法律委员会委员 常委会法制工作委员会副主任                                                           | | 2018年3月18日 | [ 61 ]  |
| 那顺孟和 （蒙古族）                     |      | 中共     | 1957年11月（67歲）   | 内蒙古            |                     | 民族委员会副主任委员                                                                                      | 内蒙古自治区人大常委会常务副主任                                                                                        | 2018年3月18日 | [ 62 ]  |
| 孙其信                                  |      | 无党派   | 1962年8月（62—63歲） | 安徽              | 小麦育种专家        | | 中国农业大学校长 | 2018年3月18日 | [ 63 ]  |
| 孙建国 （海军上将）                     |      | 中共     | 1952年2月（73歲）    | 解放军和 武警部队 | 军人                | 外事委员会副主任委员                                                                                      | 中央军委联合参谋部副参谋长                                                                                              | 2018年3月18日 | [ 64 ]  |
| 杜小光 （白族）                         |      | 无党派   | 1972年3月（53歲）    | 云南              | 建筑师              | 民族委员会委员                                                                                            | 云南省建筑工程设计院总建筑师                                                                                            | 2018年3月18日 | [ 65 ]  |
| 杜玉波                                  |      | 中共     | 1955年9月（69歲）    | 四川              |                     | 教育科学文化卫生委员会副主任委员                                                                          | 中国高等教育学会会长 | 2018年3月18日 | [ 66 ]  |
| 杜黎明                                  |      | 农工党   | 1955年3月（70歲）    | 重庆              |                     | | 重庆市人大常委会副主任 农工党中央常委、重庆市委主委                                                                     | 2013年3月14日 | [ 67 ]  |
| 杜德印                                  |      | 中共     | 1951年7月（74歲）    | 北京              |                     | 农业与农村委员会副主任委员                                                                                | | 2018年3月18日 | [ 68 ]  |
| 李 飞                                   |      | 中共     | 1953年6月（72歲）    | 广东              |                     | 宪法和法律委员会主任委员                                                                                  | | 2013年3月14日 | [ 69 ]  |
| 李飞跃 （侗族）                         |      | 中共     | 1959年8月（65—66歲） | 贵州              |                     | 民族委员会委员                                                                                            | 贵州省人大常委会副主任                                                                                                  | 2018年3月18日 | [ 70 ]  |
| 李学勇                                  |      | 中共     | 1950年9月23日        | 江苏              | 工程师              | 教育科学文化卫生委员会主任委员                                                                            | | 2018年3月18日 | [ 71 ]  |
| 李晓东                                  |      | 民革     | 1955年9月（69歲）    | 陕西              | 工程师              | | 陕西省政协副主席 民革中央常委、陕西省委主委                                                                             | 2018年3月18日 | [ 72 ]  |
| 李钺锋                                  |      | 台盟     | 1958年7月（67歲）    | 福建              | 律师、检察官        | 监察和司法委员会副主任委员                                                                                | 台盟中央常务副主席、重庆市委主委                                                                                        | 2018年3月18日 | [ 73 ]  |
| 李家洋                                  |      | 中共     | 1956年7月（69歲）    | 四川              | 植物遗传学家        | 农业与农村委员会副主任委员                                                                                | 中国科学院遗传与发育生物学研究所研究员 中国科学院院士                                                                   | 2018年3月18日 | [ 74 ]  |
| 李培林                                  |      | 中共     | 1955年5月（70歲）    | 湖北              | 社会学家            | 社会建设委员会副主任委员                                                                                  | 中国社会科学院社会政法学部主任                                                                                          | 2018年3月18日 | [ 75 ]  |
| 李 康 （女，壮族）                      |      | 中共     | 1957年5月（68歲）    | 广西              |                     | 民族委员会副主任委员                                                                                      | 广西壮族自治区政协副主席                                                                                                | 2018年3月18日 | [ 76 ]  |
| 李 锐 （回族）                          |      | 中共     | 1957年2月（68歲）    | 宁夏              |                     | 民族委员会副主任委员                                                                                      | 宁夏回族自治区人大常委会副主任                                                                                          | 2018年3月18日 | [ 77 ]  |
| 李静海                                  |      | 中共     | 1956年10月25日       | 广东              | 化学工程专家        | 教育科学文化卫生委员会副主任委员                                                                          | 科学技术部党组成员 国家自然科学基金委员会主任、党组书记 中国科学院院士                                                  | 2018年3月18日 | [ 78 ]  |
| 李 巍                                   |      | 中共     | 1963年9月（61歲）    | 天津              |                     | 教育科学文化卫生委员会委员                                                                                | | 2018年3月18日 | [ 79 ]  |
| 杨成熙 （中将）                         |      | 中共     | 1955年11月（69歲）   | 解放军和 武警部队 | 军人                | 常委会代表资格审查委员会委员                                                                              | 中央军委纪委专职副书记                                                                                                  | 2018年3月18日 | [ 80 ]  |
| 杨志今                                  |      | 中共     | 1957年5月（68歲）    | 吉林              |                     | 教育科学文化卫生委员会副主任委员                                                                          | 文化部副部长、党组副书记 国家清史纂修领导小组副组长                                                                     | 2018年3月18日 | [ 81 ]  |
| 杨树安                                  |      | 中共     | 1957年8月（67—68歲） | 河北              |                     | 教育科学文化卫生委员会副主任委员                                                                          | 中国奥委会副主席 | 2018年3月18日 | [ 82 ]  |
| 杨 震                                   |      | 农工党   | 1961年11月（63歲）   | 江苏              |                     | | 农工党中央副主席 | 2013年3月14日 | [ 83 ]  |
| 肖怀远                                  |      | 中共     | 1953年6月（72歲）    | 天津              |                     | 民族委员会副主任委员                                                                                      | | 2018年3月18日 | [ 84 ]  |
| 吴 月 （女，黎族）                      |      | 中共     | 1960年2月（65歲）    | 海南              |                     | 民族委员会委员                                                                                            | 海南省人大常委会专职委员                                                                                                | 2018年3月18日 | [ 85 ]  |
| 吴玉良                                  |      | 中共     | 1952年4月（73歲）    | 辽宁              |                     | 监察和司法委员会主任委员 常委会代表资格审查委员会主任委员                                                 | | 2018年3月18日 | [ 86 ]  |
| 吴立新                                  |      | 民盟     | 1966年9月17日        | 湖北              | 物理海洋学家        | | 青岛海洋科学与技术试点国家实验室主任 中国海洋大学副校长 民盟中央常委 中国科学院院士                                     | 2018年3月18日 | [ 87 ]  |
| 吴 恒                                   |      | 中共     | 1956年12月（68歲）   | 山西              | 地质学家            | 教育科学文化卫生委员会副主任委员                                                                          | | 2018年3月18日 | [ 88 ]  |
| 邱 勇                                   |      | 中共     | 1964年7月28日        | 北京              | 光电材料专家        | 教育科学文化卫生委员会副主任委员                                                                          | 清华大学校长 中国科学院院士                                                                                             | 2018年3月18日 | [ 89 ]  |
| 何毅亭                                  |      | 中共     | 1952年1月（73歲）    | 重庆              |                     | 社会建设委员会主任委员                                                                                    | 中央党校常务副校长 国家行政学院常务副院长                                                                               | 2018年3月18日 | [ 90 ]  |
| 冷 溶                                   |      | 中共     | 1953年8月（71—72歲） | 江苏              | 党史理论家          | 教育科学文化卫生委员会副主任委员                                                                          | | 2018年3月18日 | [ 91 ]  |
| 汪鸿雁 （女）                           |      | 中共     | 1970年4月（55歲）    | 山东              |                     | 社会建设委员会委员 常委会代表资格审查委员会委员                                                           | 共青团中央书记处书记 中华全国青年联合会主席                                                                             | 2018年3月18日 | [ 92 ]  |
| 沈春耀                                  |      | 中共     | 1960年5月（65歲）    | 上海              | 法学家              | 常委会法制工作委员会主任 宪法和法律委员会副主任委员 常委会香港基本法委员会主任 常委会澳门基本法委员会主任 | | 2003年3月15日 | [ 93 ]  |
| 宋 琨 （空军中将）                      |      | 中共     | 1955年5月（70歲）    | 解放军和 武警部队 | 军人                | 华侨委员会委员                                                                                            | 中国人民解放军空军纪委书记                                                                                              | 2018年3月18日 | [ 94 ]  |
| 张少琴                                  |      | 民建     | 1953年5月（72歲）    | 河北              | 材料学家            | 华侨委员会副主任委员 常委会代表资格审查委员会副主任委员                                                   | 民建中央专职副主席 中华全国总工会副主席                                                                                 | 2008年3月15日 | [ 95 ]  |
| 张 平                                   |      | 民盟     | 1953年11月（71歲）   | 四川              | 作家                | 教育科学文化卫生委员会副主任委员                                                                          | 民盟中央专职副主席 中国文学艺术界联合会副主席                                                                           | 2003年3月15日 | [ 96 ]  |
| 张业遂                                  |      | 中共     | 1953年10月（71歲）   | 海南              | 外交官              | 外事委员会主任委员                                                                                        | | 2018年3月18日 | [ 97 ]  |
| 张志军                                  |      | 中共     | 1953年2月（72歲）    | 福建              | 外交官              | 外事委员会副主任委员                                                                                      | 海峡两岸关系协会会长 | 2018年3月18日 | [ 98 ]  |
| 张苏军                                  |      | 中共     | 1955年8月（69—70歲） | 浙江              |                     | 监察和司法委员会副主任委员                                                                                | 中国法学会专职副会长 | 2018年3月18日 | [ 99 ]  |
| 张伯军                                  |      | 民革     | 1956年12月（68歲）   | 吉林              | 教师                | 外事委员会副主任委员                                                                                      | 民革中央副主席 吉林省政协副主席 中央社会主义学院副院长                                                                  | 2018年3月18日 | [ 100 ] |
| 张 勇                                   |      | 中共     | 1964年9月（60歲）    | 江苏              | 法学家              | 宪法和法律委员会委员 常委会香港基本法委员会副主任                                                         | | 2018年3月18日 | [ 101 ] |
| 张 毅                                   |      | 中共     | 1950年8月（74—75歲） | 山东              |                     | 财政经济委员会副主任委员                                                                                  | | 2018年3月18日 | [ 102 ] |
| 陆东福                                  |      | 中共     | 1955年11月（69歲）   | 广东              |                     | 环境与资源保护委员会副主任委员                                                                            | 中国国家铁路集团有限公司董事长                                                                                          | 2018年3月18日 | [ 103 ] |
| 陈凤翔                                  |      | 中共     | 1955年9月（69歲）    | 湖北              |                     | 外事委员会副主任委员                                                                                      | | 2018年3月18日 | [ 104 ] |
| 陈文华                                  |      | 民建     | 1955年12月（69歲）   | 四川              | 审计专家            | | 民建中央副主席、四川省委主委 四川省人大常委会副主任                                                                     | 2018年3月18日 | [ 105 ] |
| 陈 军 （女，高山族）                    |      | 台盟     | 1959年8月（65—66歲） | 台湾              | 教师                | 华侨委员会委员                                                                                            | 台盟中央常委、北京市委主委 北京市政协副主席                                                                             | 2018年3月18日 | [ 106 ] |
| 陈述涛 （满族）                         |      | 农工党   | 1950年8月（74—75歲） | 黑龙江            | 教师                | | | 2008年3月15日 | [ 107 ] |
| 陈国民                                  |      | 中共     | 1957年12月（67歲）   | 上海              |                     | 外事委员会副主任委员                                                                                      | 中国残疾人联合会副主席                                                                                                  | 2018年3月18日 | [ 108 ] |
| 陈斯喜                                  |      | 中共     | 1958年2月（67歲）    | 广东              | 法学家              | 常委会澳门基本法委员会副主任 社会建设委员会副主任委员                                                     | | 2003年3月15日 | [ 109 ] |
| 陈锡文                                  |      | 中共     | 1950年7月（75歲）    | 黑龙江            | 农业经济学家        | 农业与农村委员会主任委员                                                                                  | | 2018年3月18日 | [ 110 ] |
| 陈福利                                  |      | 中共     | 1968年11月（56歲）   | 河北              | 对外贸易专家        | 外事委员会委员                                                                                            | | 2018年3月18日 | [ 111 ] |
| 姒健敏                                  |      | 九三学社 | 1957年11月（67歲）   | 浙江              | 医学家              | | 九三学社中央常委、浙江省委主委 浙江省人大常委会副主任                                                                   | 2018年3月18日 | [ 112 ] |
| 林建华                                  |      | 中共     | 1955年10月21日       | 北京              | 化学家              | 外事委员会副主任委员                                                                                      | | 2018年3月18日 | [ 113 ] |
| 欧阳昌琼                                |      | 无党派   | 1963年12月（61歲）   | 河南              | 经济学家            | 财政经济委员会委员                                                                                        | 中国证券监督管理委员会机构部巡视员                                                                                      | 2018年3月18日 | [ 114 ] |
| 卓新平 （土家族）                       |      | 中共     | 1955年3月31日        | 湖南              | 基督教学者          | 民族委员会委员                                                                                            | 中国社会科学院世界宗教研究所所长                                                                                        | 2008年3月15日 | [ 115 ] |
| 罗保铭                                  |      | 中共     | 1952年10月26日       | 湖南              |                     | 华侨委员会副主任委员                                                                                      | | 2018年3月18日 | [ 116 ] |
| 罗 毅 （布依族）                        |      | 中共     | 1962年4月（63歲）    | 贵州              |                     | 民族委员会委员                                                                                            | 贵州省黔南州人大常委会主任                                                                                              | 2018年3月18日 | [ 117 ] |
| 周洪宇                                  |      | 民进     | 1958年1月（67歲）    | 湖北              | 教师                | | 民进中央常委、湖北省委主委                                                                                              | 2018年3月18日 | [ 118 ] |
| 周 敏 （女）                            |      | 中共     | 1966年4月（59歲）    | 湖南              |                     | 民族委员会委员 教育科学文化卫生委员会办公室主任                                                           | | 2018年3月18日 | [ 119 ] |
| 庞丽娟 （女）                           |      | 民进     | 1962年8月（62—63歲） | 北京              | 教育家              | 教育科学文化卫生委员会委员                                                                                | 民进中央副主席、北京市委主委 北京市人大常委会副主任 北京师范大学教育学部教授 中国宋庆龄基金会副主席                     | 2003年3月15日 | [ 120 ] |
| 郑功成                                  |      | 民盟     | 1964年9月（60歲）    | 黑龙江            | 社会保障学者        | 社会建设委员会委员                                                                                        | 民盟中央副主席 中国人民大学劳动人事学院副院长 中国人民大学社会保障学科二级教授                                          | 2003年3月15日 | [ 121 ] |
| 郑军里 （瑶族）                         |      | 民盟     | 1957年4月（68歲）    | 广西              | 画家                | 民族委员会委员                                                                                            | 广西艺术学院院长 民盟广西壮族自治区委副主委                                                                             | 2018年3月18日 | [ 122 ] |
| 郑淑娜 （女）                           |      | 中共     | 1957年2月（68歲）    | 山东              |                     | 宪法和法律委员会委员 常委会法制工作委员会副主任副主任                                                     | 中国法学会副会长 | 2018年3月18日 | [ 123 ] |
| 赵宪庚                                  |      | 中共     | 1953年11月17日       | 四川              | 物理学家 核武器专家 | 环境与资源保护委员会副主任委员                                                                            | 中国工程院院士 | 2018年3月18日 | [ 124 ] |
| 哈尼巴提·沙布开 （哈萨克族）            |      | 中共     | 1957年9月（67歲）    | 新疆              |                     | 民族委员会副主任委员                                                                                      | 新疆维吾尔自治区党委党建工作领导 小组副组长 新疆维吾尔自治区南疆办常务副主任                                            | 2018年3月18日 | [ 125 ] |
| 信春鹰 （女）                           |      | 中共     | 1956年10月13日       | 江西              | 法学家              | 常委会副秘书长                                                                                            | 中共中央委员 | 2018年3月18日 | [ 126 ] |
| 洛桑江村 （藏族）                       |      | 中共     | 1957年7月（68歲）    | 西藏              |                     | 民族委员会副主任委员                                                                                      | 中共中央委员 西藏自治区党委副书记 西藏自治区人大常委会主任、党组书记                                                    | 2018年3月18日 | [ 127 ] |
| 姚建年                                  |      | 农工党   | 1953年9月（71歲）    | 山东              | 物理化学家          | 社会建设委员会副主任委员                                                                                  | 农工党中央副主席 中国化学会理事长 中国科学院化学研究所研究员 中国科学院院士                                             | 2008年3月15日 | [ 128 ] |
| 秦顺全                                  |      | 九三学社 | 1963年7月15日        | 湖北              | 桥梁设计师          | | 湖北省政协副主席 九三学社中央常委、湖北省委主委 中国铁路工程集团有限公司副总工程师 中铁大桥勘测设计院集团有限公司董事长 | 2013年3月14日 | [ 129 ] |
| 袁 驷                                   |      | 无党派   | 1953年9月（71歲）    | 云南              | 土木工程专家        | 环境与资源保护委员会副主任委员                                                                            | 清华大学土木水利学院教授                                                                                                | 2003年3月15日 | [ 130 ] |
| 贾廷安 （上将）                         |      | 中共     | 1952年9月3日         | 解放军和 武警部队 | 军人                | 华侨委员会副主任委员                                                                                      | | 2018年3月18日 | [ 131 ] |
| 夏伟东                                  |      | 中共     | 1960年1月（65歲）    | 北京              | 伦理学家            | 外事委员会委员                                                                                            | 《求是》杂志社社长 | 2018年3月18日 | [ 132 ] |
| 徐延豪                                  |      | 中共     | 1962年10月（62歲）   | 四川              | 医学家              | 教育科学文化卫生委员会委员 常委会代表资格审查委员会委员                                                   | 中国科学技术协会副主席、书记处书记                                                                                      | 2018年3月18日 | [ 133 ] |
| 徐如俊                                  |      | 中共     | 1955年11月（69歲）   | 上海              | 编辑                | 财政经济委员会委员                                                                                        | | 2018年3月18日 | [ 134 ] |
| 徐绍史                                  |      | 中共     | 1951年10月（73歲）   | 黑龙江            |                     | 财政经济委员会主任委员                                                                                    | | 2018年3月18日 | [ 135 ] |
| 徐显明                                  |      | 中共     | 1957年4月2日         | 湖北              | 法学家              | 监察和司法委员会副主任委员                                                                                | 中国法学会副会长 中国人权研究会副会长                                                                                   | 2018年3月18日 | [ 136 ] |
| 徐 辉                                   |      | 民盟     | 1958年6月（67歲）    | 安徽              | 教育家              | 宪法和法律委员会副主任委员                                                                                | 民盟中央专职副主席 | 2018年3月18日 | [ 137 ] |
| 殷一璀 （女）                           |      | 中共     | 1955年1月（70歲）    | 上海              |                     | | | 2018年3月18日 | [ 138 ] |
| 殷方龙 （上将）                         |      | 中共     | 1953年11月（71歲）   | 解放军和 武警部队 | 军人                | 教育科学文化卫生委员会副主任委员                                                                          | | 2018年3月18日 | [ 139 ] |
| 翁孟勇                                  |      | 中共     | 1955年7月（70歲）    | 江苏              | 工程师              | 环境与资源保护委员会委员                                                                                  | 中国公路学会理事长 | 2018年3月18日 | [ 140 ] |
| 高友东                                  |      | 民进     | 1958年5月（67歲）    | 湖北              |                     | 监察和司法委员会副主任委员                                                                                | 民进中央副主席兼秘书长                                                                                                  | 2018年3月18日 | [ 141 ] |
| 高虎城                                  |      | 中共     | 1951年8月（73—74歲） | 甘肃              |                     | 环境与资源保护委员会主任委员                                                                              | | 2018年3月18日 | [ 142 ] |
| 郭振华                                  |      | 中共     | 1968年8月（56—57歲） | 河南              |                     | 常委会副秘书长 常委会代表资格审查委员会副主任委员                                                         | | 2018年3月18日 | [ 143 ] |
| 郭 雷                                   |      | 无党派   | 1961年11月1日        | 辽宁              | 控制科学家          | 常委会副秘书长                                                                                            | 中国科学院国家数学与交叉科学中心主任 中国科学院院士                                                                     | 2008年3月15日 | [ 144 ] |
| 黄志贤                                  |      | 中共     | 1956年7月（69歲）    | 台湾              | 会计                | | 中华全国归国华侨联合会副主席 中华全国台湾同胞联谊会会长、党组书记                                                       | 2018年3月18日 | [ 145 ] |
| 黄志贤                                  | 台盟 |          | 1956年7月（69歲）    | 台湾              | 会计                | | 中华全国归国华侨联合会副主席 中华全国台湾同胞联谊会会长、党组书记                                                       | 2018年3月18日 | [ 145 ] |
| 曹庆华 （哈尼族）                       |      | 中共     | 1975年10月（49歲）   | 云南              |                     | 民族委员会委员                                                                                            | 云南省普洱市墨江县联珠镇党委书记                                                                                        | 2018年3月18日 | [ 146 ] |
| 曹鸿鸣                                  |      | 致公党   | 1963年9月（61歲）    | 江苏              | 教师                | 华侨委员会副主任委员 常委会代表资格审查委员会委员                                                         | 致公党中央专职副主席、专委会办公室主任 山东农业大学兼职教授、博士生导师                                                 | 2018年3月18日 | [ 147 ] |
| 龚建明                                  |      | 农工党   | 1956年12月（68歲）   | 河南              |                     | 环境与资源保护委员会副主任委员                                                                            | 农工党中央专职副主席、监督委员会主任                                                                                    | 2013年3月14日 | [ 128 ] |
| 矫 勇                                   |      | 中共     | 1956年4月（69歲）    | 湖北              | 水利工程师          | 环境与资源保护委员会委员                                                                                  | | 2018年3月18日 | [ 148 ] |
| 彭 勃 （中将）                          |      | 中共     | 1955年8月（69—70歲） | 解放军和 武警部队 | 军人                | 农业与农村委员会委员                                                                                      | 中国人民解放军陆军副司令员                                                                                              | 2018年3月18日 | [ 149 ] |
| 董中原                                  |      | 中共     | 1956年11月（68歲）   | 湖南              |                     | 华侨委员会副主任委员                                                                                      | 中华全国归国华侨联合会副主席、党组副书记                                                                                | 2013年3月14日 | [ 150 ] |
| 韩立平                                  |      | 中共     | 1960年1月（65歲）    | 山东              |                     | 监察和司法委员会委员                                                                                      | 中华全国供销合作总社党组书记、副主任                                                                                    | 2018年3月18日 | [ 151 ] |
| 韩晓武                                  |      | 中共     | 1958年11月（66歲）   | 青海              |                     | 监察和司法委员会副主任委员                                                                                | | 2013年3月14日 | [ 152 ] |
| 韩 梅 （女，苗族）                      |      | 中共     | 1962年8月（62—63歲） | 云南              |                     | 民族委员会委员                                                                                            | 云南省人大常委会秘书长、办公厅党组书记                                                                                  | 2018年3月18日 | [ 153 ] |
| 景汉朝                                  |      | 中共     | 1960年11月29日       | 西藏              | 法官                | 社会建设委员会副主任委员                                                                                  | 中共中央政法委员会副秘书长 中央司法体制改革领导小组办公室副主任 最高人民检察院检察官遴选委员会副主任                    | 2018年3月18日 | [ 154 ] |
| 傅 莹 （女，蒙古族）                    |      | 中共     | 1953年1月（72歲）    | 内蒙古            | 外交官              | 外事委员会副主任委员                                                                                      | 中国社会科学院全球战略智库首席专家                                                                                      | 2018年3月18日 | [ 155 ] |
| 鲁培军                                  |      | 中共     | 1955年4月（70歲）    | 江苏              |                     | 外事委员会副主任委员                                                                                      | 海关总署副署长、党组副书记                                                                                              | 2018年3月18日 | [ 156 ] |
| 谢广祥                                  |      | 致公党   | 1958年7月（67歲）    | 安徽              | 采矿专家            | | 安徽省人大常委会副主任 致公党中央常委、安徽省委主委                                                                     | 2018年3月18日 | [ 157 ] |
| 谢经荣                                  |      | 民盟     | 1962年2月（63歲）    | 河南              | 经济学家            | 财政经济委员会副主任委员                                                                                  | 中华全国工商业联合会专职副主席 中国民间商会副会长                                                                       | 2018年3月18日 | [ 158 ] |
| 窦树华                                  |      | 中共     | 1957年10月（67歲）   | 浙江              |                     | 环境与资源保护委员会副主任委员 常委会副秘书长                                                             | | 2013年3月14日 | [ 159 ] |
| 嘉木样·洛桑久 美·图丹却吉 尼玛 （藏族） |      | 无党派   | 1948年4月（77歲）    | 甘肃              | 嘉木样活佛          | 民族委员会委员                                                                                            | 甘肃省人大常委会副主任 中国佛教协会副会长 中国藏语系高级佛学院院长 甘肃省佛教协会会长                                   | 1998年3月16日 | [ 160 ] |
| 蔡 昉                                   |      | 中共     | 1956年9月（68歲）    | 江苏              | 经济学家            | 农业与农村委员会副主任委员                                                                                | 中国社会科学院副院长、党组成员                                                                                          | 2013年3月14日 | [ 161 ] |
| 鲜铁可                                  |      | 中共     | 1963年8月（61—62歲） | 安徽              | 检察官              | 监察和司法委员会委员                                                                                      | 最高人民检察院公诉二厅厅长                                                                                              | 2018年3月18日 | [ 162 ] |
| 廖晓军                                  |      | 中共     | 1952年3月（73歲）    | 湖南              |                     | 农业与农村委员会副主任委员                                                                                | | 2013年3月14日 | [ 163 ] |
| 谭耀宗                                  |      | 无党派1  | 1949年12月15日       | 香港              |                     | | | 2018年3月18日 | [ 164 ] |
| 熊群力                                  |      | 中共     | 1956年10月（68歲）   | 陕西              | 企业家 通信工程专家 | 财政经济委员会副主任委员                                                                                  | 中国电子科技集团公司董事长、党组书记 中国载人航天工程副总指挥 中国探月工程副总指挥                                      | 2018年3月18日 | [ 165 ] |

备注：
^1 谭耀宗所属党派为香港民主建港协进联盟，因香港和澳门政党不是全国性党派，在大陆不列入代表党籍，视为无党派人士。

## 卸任委员
| 姓名        | 党派 | 党派     | 出生年月   | 代表团 | 所属专门委员会                 | 离任前职务                                                      | 当选年份      | 离任日期       | 离任原因                   |
| ----------- | ---- | -------- | ---------- | ------ | ------------------------------ | --------------------------------------------------------------- | ------------- | -------------- | -------------------------- |
| 张荣顺      |      | 中共     | 1963年1月  | 广东   | 宪法和法律委员会委员           | 澳门基本法委员会副主任 全国人大常委会法工委副主任               | 2018年3月18日 | 2018年6月22日  | 就任澳门中联办副主任       |
| 贺一诚      |      | 无党派   | 1957年6月  | 澳门   |                                | 澳门立法会主席                                                  | 2001年3月15日 | 2019年4月23日  | 参加澳门特首选举           |
| 赵龙虎      |      | 中共     | 1960年6月  | 吉林   |                                | 延边州人大常委会主任                                            | 2018年3月18日 | 2019年6月20日  | 涉嫌严重违纪违法           |
| 冯忠华      |      | 中共     | 1970年5月  | 天津   | 农业与农村委员会委员           | 住房和城乡建设部城乡规划司原司长                                | 2018年3月18日 | 2019年6月29日  | 就任海南省人民政府副省长   |
| 万卫星 院士 |      | 九三学社 | 1958年7月  | 湖北   | 环境与资源保护委员会委员       | 中国科学院地质与地球物理研究所研究员 中国火星探测计划首席科学家 | 2018年3月18日 | 2020年5月20日  | 因病逝世                   |
| 于志刚      |      | 中共     | 1973年5月  | 北京   | 宪法和法律委员会委员           | 中国政法大学原副校长                                            | 2018年3月18日 | 2021年1月18日  | 涉嫌严重违纪违法           |
| 冯军        |      | 中共     | 1965年12月 | 山西   | 社会建设委员会委员             | 中国社会科学院政治学研究所原副所长                              | 2018年3月18日 | 2021年8月20日  | 就任山西省高级人民法院院长 |
| 程立峰      |      | 中共     | 1964年4月  | 青海   | 环境与资源保护委员会副主任委员 | 原环境保护部环境影响评价司司长                                  | 2018年3月18日 | 2022年10月30日 | 就任第二十届中央纪委委员   |